# Campeonato Tocantinense 2023
In 2023 werd het 31ste Campeonato Tocantinense gespeeld voor voetbalclubs uit de Braziliaanse staat Tocantins. De competitie werd georganiseerd door de FTF en werd gespeeld van 28 januari tot 9 april. Tocantinópolis werd kampioen. 
Palmas trok zich op 26 januari, twee dagen voor de start terug. De club kreeg een boete en speelverbod tot 2025. Alle wedstrijden werden als een 0-3 nederlaag aangerekend. 

## Eerste fase
| Plaats | Club                      | Wed. | W | G | V | Saldo | Ptn. |
| ------ | ------------------------- | ---- | - | - | - | ----- | ---- |
| 1.     | Tocantinópolis            | 7    | 4 | 3 | 0 | 14:1  | 15   |
| 2.     | Bela Vista                | 7    | 3 | 3 | 1 | 9:4   | 12   |
| 3.     | Capital                   | 7    | 2 | 4 | 1 | 9:5   | 10   |
| 4.     | Tocantins de Miracema (1) | 7    | 4 | 0 | 3 | 7:10  | 9    |
| 5.     | Gurupi                    | 7    | 2 | 3 | 2 | 6:6   | 9    |
| 6.     | União(2)                  | 7    | 2 | 4 | 1 | 6:3   | 6    |
| 7.     | Interporto(3)             | 7    | 2 | 1 | 4 | 5:6   | 4    |
| 8.     | Palmas                    | 7    | 0 | 0 | 7 | 0:21  | 0    |

(1): Tocantins de Miraceme kreeg 3 strafpunten
(2): Uião kreeg 4 strafpunten
(3): Interportko kreeg 3 strafpunten
|  | Gekwalificeerd voor tweede fase |

## Tweede fase
In geval van gelijkspel worden strafschoppen genomen, tussen haakjes weergegeven. 
|  | halve finale          | halve finale | halve finale | halve finale |  |                | finale | finale | finale | finale |
|  |                       |              |              |              |  |                |        |        |        |        |
|  |                       |              |              |              |  |                |        |        |        |        |
|  | Tocantinópolis        | 4            | 4            | 8            |  |                |        |        |        |        |
|  | Tocantins de Miracema | 0            | 1            | 1            |  |                |        |        |        |        |
|  |                       |              |              |              |  | Tocantinópolis | 2      | 4      | 6      |        |
|  |                       |              |              |              |  | Capital        | 1      | 3      | 4      |        |
|  | Bela Vista            | 1            | 1            | 2 (2)        |  |                |        |        |        |        |
|  | Capital               | 1            | 1            | 2 (3)        |  |                |        |        |        |        |

## Totaalstand
| Plaats | Club                  | Wed. | W | G | V | Saldo | Ptn. |
| ------ | --------------------- | ---- | - | - | - | ----- | ---- |
| 1.     | Tocantinópolis        | 11   | 8 | 3 | 0 | 28:6  | 27   |
| 2.     | Capital               | 11   | 2 | 6 | 2 | 15:13 | 12   |
| 3.     | Bela Vista            | 9    | 3 | 5 | 1 | 11:6  | 14   |
| 4.     | Tocantins de Miracema | 9    | 4 | 0 | 5 | 7:18  | 9    |
| 5.     | Gurupi                | 7    | 2 | 3 | 2 | 6:6   | 9    |
| 6.     | União                 | 7    | 2 | 4 | 1 | 6:3   | 6    |
| 7.     | Interporto            | 7    | 2 | 1 | 4 | 5:6   | 4    |
| 8.     | Palmas                | 7    | 0 | 0 | 7 | 0:21  | 0    |

|  | Kampioen, geplaatst voor Série D 2024, Copa do Brasil 2024 en Copa Verde 2024     |
|  | Vicekampioen, geplaatst voor Série D 2024, Copa do Brasil 2024 en Copa Verde 2024 |
|  | Uitgeschakeld in halve finale                                                     |
|  | Degradatie naar Série B 2024                                                      |

### Kampioen
| Campeonato Tocantinense de 2023    |
| Tocantins                          |
| ---------------------------------- |
| TOCANTINÓPOLIS Kampioen (7° titel) |

1993 · 1994 · 1995 · 1996 · 1997 · 1998 · 1999 · 2000 · 2001 · 2002 · 2003 · 2004 · 2005 · 2006 · 2007 · 2008 · 2009 · 2010 · 2011 · 2012 · 2013 · 2014 · 2015 · 2016 · 2017 · 2018 · 2019 · 2020 · 2021 · 2022 · 2023  · 2024